# Ольшини (гміна Войнич)
Ольшини (пол. Olszyny) — село в Польщі, у гміні Войнич Тарновського повіту Малопольського воєводства.
Населення — 908 осіб (2011).
У 1975-1998 роках село належало до Тарновського воєводства.

## Демографія
Демографічна структура станом на 31 березня 2011 року:
|          | Загалом | Допрацездатний вік | Працездатний вік | Постпрацездатний вік |
| -------- | ------- | ------------------ | ---------------- | -------------------- |
| Чоловіки | 454     | 103                | 308              | 43                   |
| Жінки    | 454     | 84                 | 280              | 90                   |
| Разом    | 908     | 187                | 588              | 133                  |